# Макманус, Джеймс Эдвард
Джеймс Эдвард Макманус (англ. James Edward McManus, исп. James Edward McManus; 10 октября 1900, Нью-Йорк, штат Нью-Йорк, США — 3 июля 1976, Лонг-Бранч, штат Нью-Джерси, США) —  прелат Римско-католической церкви, 3-й епископ Понсе, 9-й титулярный епископ Бенды.

## Биография
Джеймс Эдвард Макманус родился 10 октября 1900 года в Нью-Йорке, штат Нью-Йорк. Он был восьмым ребёнком из девяти детей Уильяма Макмануса и Элизабет, урожденной О’Локлин. Получил начальное образование в школе при приходе Божией Матери Неустанной Помощи в Бруклине, где учился с 1906 по 1914 год. В 1915 году поступил в колледж Святой Марии, подготовительную школу в ведении редемптористов в Норт-Исте, штат Пенсильвания. Продолжил образование в Горной Святого АЛьфонса семинарии в Эсопусе, где обучался с 1922 по 1928 год. Принёс монашеские обеты и стал редемпористом в Илчестере, штат Мэриленд, 2 августа 1922 года.
19 июня 1927 года был рукоположен в священники в Эсопусе. В 1929 году получил назначение на миссию в Пуэрто-Рико в Кагуасе. Через некоторое время вернулся в США и продолжил образование в Католическом университете Америки в Вашингтоне, округ Колумбия, где в 1937 году защитил степень доктора канонического права. Служил в качестве профессора канонического права в Горной Святого Альфонса семинарии до 1940 года, когда вернулся на Пуэрто-Рико, где с 1940 по 1945 год служил настоятелем прихода в Аквадилья, а с 1945 по 1947 год настоятелем прихода Майагуасе.
10 мая 1947 года римский папа Пий XII назначил его епископом Понса. 1 июля того же года в церкви Божией Матери Неустанной Помощи в Бруклине состоялась его хиротония, которую возглавил епископ Уильям Тибертус Маккарти, в сослужении с епископами Алоизиусом Джозефом Виллингером и Уильямом Дэвидом О’Брайеном. В 1948 году основал Папский католический университет Пуэрто-Рико. Критиковал политику Луиса Муньоса-Марина, который был губернатором Пуэрто-Рико с 1949 по 1965 год. На выборах 1952 и 1956 годах поддержал партию республиканцев, члены который требовали государственного суверенитета для острова и предложили план по развитию экономики региона, альтернативный плану их оппонентов. В 1958 году подверг яростной критике программу правительства, предусматривавшую развитие игорного бизнеса, часть поступлений от которого планировалось направить на поддержку приходских церквей. Осудил разрешение абортов и разводов семейным парам, жившим раздельно более трех лет. Выступил против постановлений местной администрации, сокращавших безналоговые пожертвования на благотворительные цели корпораций с 15% от валового дохода до 5% от излишков.
В 1960 году, после того, как в Законодательном собрании не прошел закон, разрешающий религиозное обучение для школьников, епископ сказал, что администрация Луиса Муньоса-Марина «ответственна за моральное зло, затуманивание и де-христианизацию нашего общества». В августе того же года, помог организовать партию Христианского действия и призвал поддержать её всех католиков. Партия выдвинула Сальвадора Перея, профессора Папского университета, в кандидаты на пост губернатора, но была вовлечена в споры по поводу достоверности подписей, собранных его сторонниками.
За месяц до выборов, он и два других епископа на Пуэрто-Рико, издали пастырское послание, запрещавшее католикам голосовать за Луиса Муньоса-Марина и Народно-демократическую партию, которая, как они утверждали, отрицает христианские моральные ценности. Епископ утверждал, что католики, которые ослушаются запрета совершат грех. Послание привело к массовым протестам в Пуэрто-Рико и привело к открытой полемике внутри самой церкви. Кардинал Фрэнсис Спеллман из Нью - Йорка заявил, что избиратели на Пуэрто-Рико не будут наказаны церковью за свою гражданскую позицию, в то время как архиепископ Джеймс Питер Дэвис в Сан-Хуане выступил в защиту своих епископов. Губернатор Луи Муньос-Марин осудил послание, сказав, что оно представляет собой «невероятное средневековое вмешательство в избирательную кампанию».
С 1962 по 1965 год Джеймс Эдвард Макманус присутствовал на всех четырёх сессиях Второго Ватиканского собора в Риме. Он ушёл на покой с кафедры Понса по состоянию здоровья 18 ноября 1963 года. В тот же день римский папа Павел VI назначил его вспомогательным епископом Нью-Йорка и титулярным епископом Бенды. Епископ отрицал, что его перевод в Нью - Йорк, стал следствием борьбы прелата с политикой официальных властей Пуэрто-Рико. С 1964 по 1966 год служил в церкви святой Цецилии на Манхэттене и был епископским викарием в округах Салливан и Ольстер. В 1970 году он оставил и это служение и был епископом-эмеритом. Джеймс Эдвард Макманус умер 3 июля 1976 года в Лонг-Бранче, штат Нью-Джерси.